# Яловцева, Виктория Александровна
Виктория Александровна Яловцева (род. 4 ноября 1977, Павлодар, Казахская ССР, СССР) — казахстанская легкоатлетка, специализирующаяся в беге на 800 метров и эстафете, Мастер спорта международного класса.

## Биография
В.Яловцева выступает за ЦСКА, выступает за Павлодар. Участница чемпионата мира в Дохе (8 место), азиатского чемпионата в Инчхоне (5 место), призёр нескольких региональных чемпионатов и игр в помещении. Выиграла лицензию на Олимпиаду-2012 в Лондоне.

### Лучшие результаты
- на открытом воздухе — 2:00.57  Бишкек 05/06/2011
- в помещении — 2:03.74  Ханой 02/11/2009